# Clarendon (Texas)
Clarendon is een plaats (city) in de Amerikaanse staat Texas, en valt bestuurlijk gezien onder Donley County.

## Demografie
Bij de volkstelling in 2000 werd het aantal inwoners vastgesteld op 1974.
In 2006 is het aantal inwoners door het United States Census Bureau geschat op 2000, een stijging van 26 (1,3%).

## Geografie
Volgens het United States Census Bureau beslaat de plaats een oppervlakte van 7,8 km², waarvan 7,5 km² land en 0,3 km² water. Clarendon ligt op ongeveer 833 m boven zeeniveau.

## Plaatsen in de nabije omgeving
De onderstaande figuur toont nabijgelegen plaatsen in een straal van 36 km rond Clarendon.